# وینستد (مینه‌سوتا)
وینستد، مینه‌سوتا (به انگلیسی: Winsted, Minnesota) یک شهر در ایالات متحده آمریکا است که در شهرستان مک‌لئود، مینه‌سوتا واقع شده‌است.

## خصوصیات
وینستد ۴٫۹۷ کیلومترمربع مساحت و ۲٬۳۵۵ نفر جمعیت دارد و ۳۱۲ متر بالاتر از سطح دریا واقع شده‌است.